# Cristallo di rocca - Una storia di Natale
Cristallo di rocca - Una storia di Natale è un film per la televisione italo-austriaco diretto da Maurizio Zaccaro e liberamente tratto dalla novella del 1853 Cristallo di rocca di Adalbert Stifter. In Italia è stato trasmesso per la prima volta su Canale 5 il 14 dicembre 1999, mentre in Austria sulla rete ORF con il titolo Bergkristall - Verirrt im Schnee.

## Trama
In un ghiacciaio sulle Alpi al confine tra l'Austria e l'Italia viene ritrovato il cadavere perfettamente conservato di un uomo. Trasportato al vicino villaggio di Gschaid, il corpo viene identificato da due anziani, Sanna e il fratello Corrado, che riconoscono Martin, un abitante di quei luoghi scomparso molti decenni addietro. Il fatto fa tornare alla memoria di Sanna le circostanze della scomparsa dell'uomo, in cui lei e Corrado sono stati coinvolti durante il Natale di quasi settant'anni prima; la donna decide quindi di raccontare i fatti alla propria famiglia, che l'ha raggiunta per trascorrere le festività natalizie.
1933. Tra il paese di Gschaid e il vicino villaggio di Millsdorf vigeva una forte rivalità che si protraeva da secoli e secoli. L'ultima causa di discussione era la costruzione di una grande diga: quelli di Millsdorf erano convinti che avrebbe portato ricchezza e progresso, mentre quelli di Gschaid reagirono sabotando la diga in costruzione facendola esplodere, dichiarando che il fiume fosse stato loro rubato e che ciò li avrebbe impoveriti in quanto avrebbe causato gravi disagi per l'allevamento del bestiame.
Joseph, il padre di Sanna e Corrado, e il nonno Thomas erano in cattivi rapporti: entrambi nativi di Gschaid, Thomas non accettava che il figlio avesse come moglie Gerda, un'abitante del paese rivale, oltretutto figlia dell'uomo che aveva ordinato la costruzione della diga. Non essendo le due famiglie disposte ad incontrarsi, Sanna e Corrado si muovevano da soli da un paese all'altro per andare a trovare i nonni. Martin, una guida alpina figlio di una donna di Gschaid e di un uomo di Millsdorf, indifferente alla guerra tra i due paesi e alla testardaggine degli abitanti, aveva rapporti con persone dell'una e dell'altra parte, e soprattutto con i due fratellini. Invece Elias, un bellicoso uomo di Millsdorf, era solito incitare gli animi alla violenza, il quale non solo avvelenò le mucche di Joseph, ma fece anche crollare un ponte e distrusse un capitello votivo che fungeva da segnaletica.
Il giorno della Vigilia, tornando verso casa dopo essere stati dai nonni materni, Sanna e Corrado vennero sorpresi da una tormenta di neve che fece perdere loro l'orientamento, complice anche la distruzione del cartello stradale. La famiglia si allarmò, e per la prima volta i due paesi misero da parte i dissapori per unire le forze e cercare i due fratelli scomparsi.
La mattina seguente Martin, partito prima di tutti alla ricerca dei bambini, ritrovò Sanna e Corrado. Insieme raggiunsero gli abitanti (che nel frattempo avevano trovato e perdonato un moribondo Elias, pentito delle proprie azioni) che li accolsero con gioia, ma all'improvviso tutti si resero conto dell'assenza di Martin, il quale purtroppo morì poco dopo cadendo da un crepaccio. Don Anselmo chiese quindi agli abitanti di entrambi i paesi di scambiarsi un segno di pace in memoria del loro coraggioso amico, morto così tragicamente.
Quella stessa sera, dopo che Sanna ha terminato il racconto, gli abitanti di Gschaid e Millsdorf si recano insieme alla messa di Natale nella chiesa di Gschaid. L'ultima scena mostra come fu proprio questo il gesto che decenni prima sancì l'inizio della pace tra i due paesi, con grande gioia del parroco.
(Adalbert Stifter)

## Produzione
Le riprese sono state effettuate nel corso di quattro settimane tra novembre e dicembre 1998, a Casere (una frazione del comune di Predoi nella provincia autonoma di Bolzano) e Brunico, in Trentino-Alto Adige.

## Accoglienza
| Rete     | Prima visione    | Ascolti Italia | Ascolti Italia |
| Rete     | Prima visione    | Telespettatori | Share          |
| -------- | ---------------- | -------------- | -------------- |
| Canale 5 | 14 dicembre 1999 | 6 680 000      | 24,73%         |